# Ausztrália és Óceánia őslakóinak művészete
Ausztrália és Óceánia művészete a térség elszigeteltségét tükrözi. Ausztrália őslakói i. e. 5000-ben váltak külön Pápua Új-Guinea népességétől, s bár Óceánia sok népének az őse közös, mégis különböző kultúrák alakultak ki.

## Ausztrália
Amikor az európaiak megérkeztek Ausztráliába, az őslakók még nem ismerték a fazekasságot és a fémművességet sem.
A kontinens egész területén szétszórtan fellelhető sziklaképekben emelkedett legmagasabb fokra az ausztrál őslakók művészete. Két nagy csoportra oszthatók, léteznek sziklafestmények és sziklarajzok. A sziklafestményeket vérrel vagy vízzel kevert vörös, fehér, fekete és barna földfestékkel készítették, míg a sziklarajzok vagy vésett vonalakból, vagy pontozott felületből állnak. A sziklaképek a kontinens északnyugati, északi és délkeleti részén naturalista stílusú ember- és állatábrázolások jelennek meg, míg a kontinens középső, déli és nyugati vidékein absztrakt, geometrikus-lineáris stílus uralkodik. A naturalisztikus ember- és állatábrázoláson a régebbi, kisalakos stílusból a wondzsina stílus alakult ki. 1839-ben férfiakat és nőket ábrázoló naturalisztikus barlangfestményeket fedeztek fel a délkelet-ausztráliai Geleng folyó mentén. Hasonló naturalista festményeket, többek között egy glóriás kengurut vivő férfi ábrázolásait találták Ausztrália északnyugati részén is.
Az absztrakt geometrikus-lineális stílus területén az ember- és állatábrázolások száma kicsi. A sziklaképekhez a legtöbb helyen mítoszok és rítusok kapcsolódnak, a szertartások alkalmával a festményeket újraszínezik. Arnhem-földön a sziklaképek mellett kéregfestmények vannak. Ember- és állatalakos vonásuk a wondzsina stílus sziklafestményeivel mutat rokonságot. A szikla- és kéregfestményeknél jellegzetes sajátosság az állatok (kenguru, emu, hal) röntgensugár-technikájú ábrázolása: az állat belső szerveit is feltüntetik. Később, Warramunga körzetben absztraktabb festmények is előkerültek. Barna és fehér színű köröket, illetve egyenes vonalakat ábrázoltak. A koncentrikus körök valószínűleg pihenőhelyeket, az egyenesek útvonalakat jelöltek. Az ausztrál őslakók különféle anyagokat használtak, ujjukkal és körmükkel festettek füsttel befeketített fakéregre, vagy agyag- és földfestékkel a barlangok falára.
Az ausztrál bennszülöttek művészetének legfőbb témája az Álomidő (hitük szerint az állati és emberi őseik teremtették a világot, és benne mindent. A teremtés folyamatát nevezik Álomidőnek.) A művészi tárgyak az Álomidőt megünneplő szertartások szolgálatában készültek. A törzsi területeken fekvő szent sziklákat és köveket, az Álomidő embereit, szellemeit és állatait ábrázoló sokszor ezeréves festmények borítják. A képeket vörös- és sárga okkerrel, valamint fehér agyaggal festették.
Plasztikával északon, Arnhem-földön foglalkoznak, az itt kialakult, emberalakokat elnagyoltan ábrázoló oszlopplasztika nem a helyi fejlődés eredménye, hanem pápua új-guineai hatás következménye.
A díszítőművészetben a vésett és festett naturális és geometrikus-lineáris motívumok vannak jelen. A körvonalakkal jelzett ember és állatalakok a használati tárgyakon ritkák, gyakoribbak a koncentrikus körökből egyenes vagy megtört vonalakból, pontsorokból álló vésett és festett díszítések. Az ausztráliai művészet külön területét alkotják a színes homokrajzok, és a testdíszítési motívumok. Ausztrália modern művészete nem önálló.

## Melanézia
Ezen a szigeten találhatók a térség legszebb műkincsei, valamint itt találhatók a művészeti központok. A maláj és új-guineai hatás, ahol az alkotásokat élők és holtak szoros együttélése ihleti, gazdagította a díszítőművészetet.
Melanézia egyes vidékein még ma is minden háztartási eszközt és szerszámot díszítenek. A mindennapi élet tárgyait, a szertartások eszközeit realisztikusan vagy elvont formákkal díszítik. Gyémántfejben végződő kerek kőbuzogányok, pajzsok, áttetsző, dúsan díszített bárdok jellemzőek.
A fából vagy háncsból készült, élénk színekre festett maszkok különlegességét fokozza a kagylók, állatfogak, haj alkalmazása. Ékszereiken bőven használnak madártollakat, szobraikat kő- vagy kagylópengéjű bárdokkal faragják, az Új-Hebridákon hatalmas dobokat, faedényeket készítenek.
Az agyagművességet napjainkban csak a Fidzsi-szigeteken gyakorolják, de két vagy három évezreden át az Új-Hebridákon is űzték. A Sepik völgyének lakosai olyan plasztikai és festészeti alkotásokat hoztak létre, melyek később a szürrealistákra hatottak.
A fakéregre készült koromrajzok erdei démonokat és más mágikus lényeket ábrázolnak. 
A totemizmus erősen érvényesült. A melanézek sok tárgya totemként használható. Népszerű ősi figurák voltak az Uli-figurák, a nagy fejű, kis testű, apró lábú alakok. Az indiai kereskedők által behozott indiai szobrok is hatottak a térség művészetére, érezhető még egy bizonyos kínai befolyás is.

## Mikronézia
Mikronéziában a fafaragás kevésbé jelentős mint Melanéziában, de a formák csodálatos tisztasága jellemzi, elsősorban a házak tartóoszlopain, tetőgerincén, gyöngyházberakásos faedényeken. A legszebben díszített csónakok a Karolina-szigeteken készülnek. A tetoválások a polinéziaihoz hasonlóak.
A tapát, a faháncsdarabok összeragasztásával és ütögetésével készített papírt, mértani motívumok díszítik, amit sokszor a rostok fonásával hoznak létre.

## Polinézia
Polinézia őslakói, a mongol csapatok elől 1000 körül menekülő ázsiaiak tapasztalt tengerészek voltak, kialakították a szigetek közti közlekedés hálózatát. Életüket a manának nevezett pozitív és a tapunak nevezett negatív energiák szabályozták.

### Kézművesség
Minden szigetnek külön jellemző stílusa volt. Míg az európaiak be nem hozták a fémet, a fa és a kő volt az egyetlen alapanyag. Szépen megmunkálták fegyvereiket, eszközeiket, rituális tárgyaikat.
A kéregfestészet, a fonás, a szövés, a tetoválás, és az ékszerek készítése azonban igen magasra jutott, különösen Új-Zélandon és Szamoa szigetén.
Az ausztrál szigeteken könnyed metszéssel faragtak, míg a maorik tetoválásszerű mintákat készítettek. Polinéziában bonyolult jelképrendszer található spirituális tetoválások összefonódásával, a zsugorított koponyák, maori csónakok létrehozásában. Egyik gyakori motívum a tiki, amely a föld első emberét jelenti.
A maorikéhoz hasonlóan, a Marquises-szigetek művészetére is jellemző a különféle díszítés, a vésett díszítmények szinte ellepik az egész szigetet. Tahiti és a Hawaii szigetek nevezetességei a valóságos toll-mozaikokból álló szertartási öltözékek. Az egész Polinéziában elterjedt tapa mérete a társadalmi helyzetet fejezi ki. A motívumokat festéssel, árnyékolással vagy nyomtatással viszik rá. 
A kőszobrászat kultikus köveken jelenik meg, mint például a Húsvét-szigeten a moaik.
A művészetet főként barlangfestmények (Koonalda-barlang), 20 000 éves faragások és szobrok képviselik, amelyeken az emberi alakok vagy egy-egy törzset jelképező totemállatokat körülvevő görbe és szögletes motívumok láthatók. Ezek jelennek meg a bárkákon, kagylóhéjakon, fa- és háncstáblákon, a churingának vagy tjurungának nevezett hosszúkás köveken és a beavatottak szent tárgyain. A homokba rajzolt, mulandóságra ítélt ábrák mágikus és vallási szertartások részét képező művészeti megnyilvánulásai a vándorló lakosságnak, amely még nem jutott túl a csiszoltkő-korszakon (moustérien típusú eszközök, amelyeknek csiszolt hegyei az európai újkőkorszakot idézik fel, ám vallási szervezeteik, jelképeik rendkívül összetettek).